# Grogol (Dukuhturi)
Grogol is een bestuurslaag in het regentschap Tegal van de provincie Midden-Java, Indonesië. Grogol telt 3333 inwoners (volkstelling 2010).